# Charles de La Rochefoucauld
Charles de La Rochefoucauld dit Barbezieux (né en 1520 et mort en 1583) est un militaire français. 

## Biographie
Fils d'Antoine de La Rochefoucauld (1471-1537), seigneur de Barbezieux, et d'Antoinette d'Amboise, Charles de La Rochefoucauld naît en 1520.
Guerrier célèbre, il sait, pendant l'insurrection de 1548, maintenir par sa fermeté l'ordre et la paix dans son pays. À la fin des troubles et lorsque la garnison de Saintes, commandée par le comte de la Vieilleville, s'attire l'estime de tous les habitants de cette ville, la Rochefoucauld se fait remarquer parmi la noblesse qui environnait le capitaine.
Charles de La Rochefoucauld devint célèbre par l’anecdote suivante : en 1579, Charles de la Rochefoucauld est appelé à énumérer ses titres pour obtenir le collier de l'ordre du Saint-Esprit, créé deux ans, auparavant. Comme il ne cite que ses faits d'armes contre les armées étrangères et accomplis sous les rois précédents. « Je ne vois là », dit Henri III, « que des actes brillants, tous étrangers à mon règne ». « Sire, répondit le brave guerrier, nos succès étaient alors à l'encontre des Anglais et des Espagnols, et je m'en glorifie ; mais depuis, à Saint-Denis, à Dreux, à Jarnac, à Montcontour, on vit 80 000 Français partagés en deux camps : des frères s'entrégorgeaient ; ma bouche doit taire de tels faits d'armes et ne point les compter parmi les services rendus à la patrie ».
Chevalier de l'ordre du Saint Esprit et de Saint Michel.
Il est lieutenant général en Champagne, charge qu'il souhaite transmettre à son gendre Antoine de Brichanteau, mais ce dernier refuse, par crainte de s'éloigner de la cour.
Il meurt en 1583.

## Famille
Il épouse en 1545 Françoise de Chabot, avec qui il a 3 filles : 
- Françoise,
- Antoinette, dame de Linières, mariée par contrat du 19 février 1577 avec Antoine de Brichanteau. Elle eut en dot 30 000 livres, avec la baronnie de Linières, évaluée 4 000 livres tournois de rente. Ce mariage participe de l'ascension sociale d'Antoine de Brichanteau[3]. Antoinette de La Rochefoucauld meurt le 5 mai 1627.
- Charlotte.